# Edwin Villafuerte
Edwin Villafuerte   (Guayaquil, 12 de març de 1979) és un exfutbolista equatorià de la dècada de 2000.
Fou 16 cops internacional amb la selecció de l'Equador amb la qual participà en el Mundial de 2006. Pel que fa a clubs, defensà els colors de Barcelona SC.